# Келлерхофен, Мориц
Мориц Келлерхофен (нем. Moritz Kellerhoven; 1758—1830) — немецкий художник-портретист.

## Биография
Родился в 1758 году в городе Альтенрат (нем. Altenrath) графства Берг в католической семье Вильгельма Келлерхофена и его жены Юлианы.
Рано потеряв отца, Мориц переехал в Дюссельдорф на попечение своего дяди по материнской линии. Будучи священником, дядя дал племяннику начальное воспитание для подготовки его на учёбу по линии духовенства. Однако Келлерхофен решил связать свою жизнь с искусством, начав обучение в Дюссельдорфской академии художеств, где был учеником немецкого художника Ламберта Края (1712—1790).
Затем путешествовал по Европе, побывал в Антверпене, Лондоне и Париже. В 1779 году находился в Вене, в 1782 году — в Италии. К 1784 году Мориц Келлерхофен стал хорошо известен и получил назначение придворного художника курфюрста Карла Теодора в Мюнхене. По рекомендации Иоганна Петера фон Лангера Келерхофен стал одним из первых профессоров в Академии изящных искусств Мюнхена после её реорганизации в 1808 году; оставался там в качестве преподавателя (профессор) до своей смерти, заслужив репутацию одного из величайших портретистов Германии.
В последние годы жизни художник страдал от подагры. Умер 15 декабря 1830 года в Мюнхене. Был похоронен в Мюнхене 17 декабря на Старом южном кладбище.
Келлерхофен был женат и имел несколько дочерей, а также одного сына Йозефа, также ставшего художником-портретистом.

### Галерея

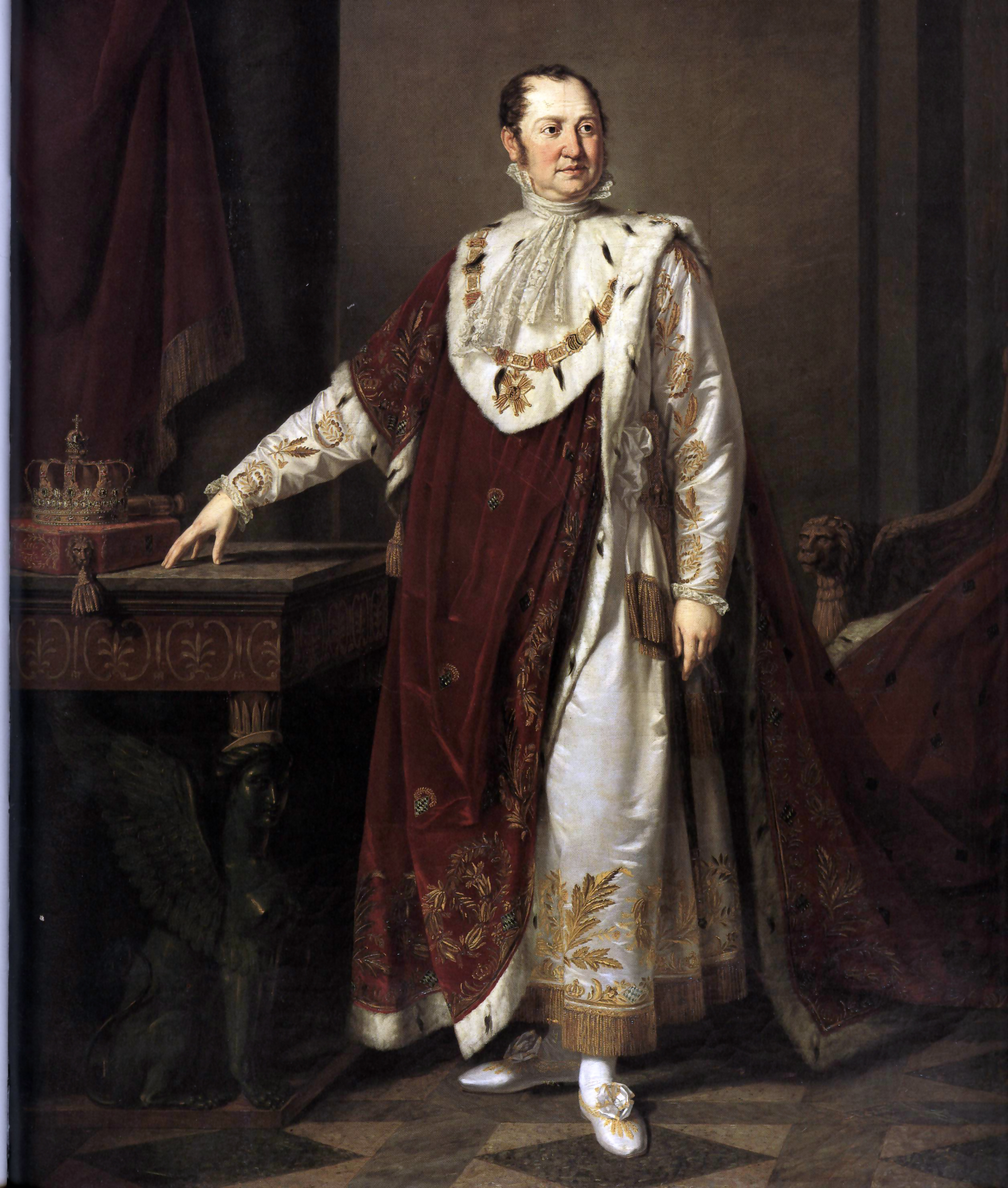
Максимилиан I
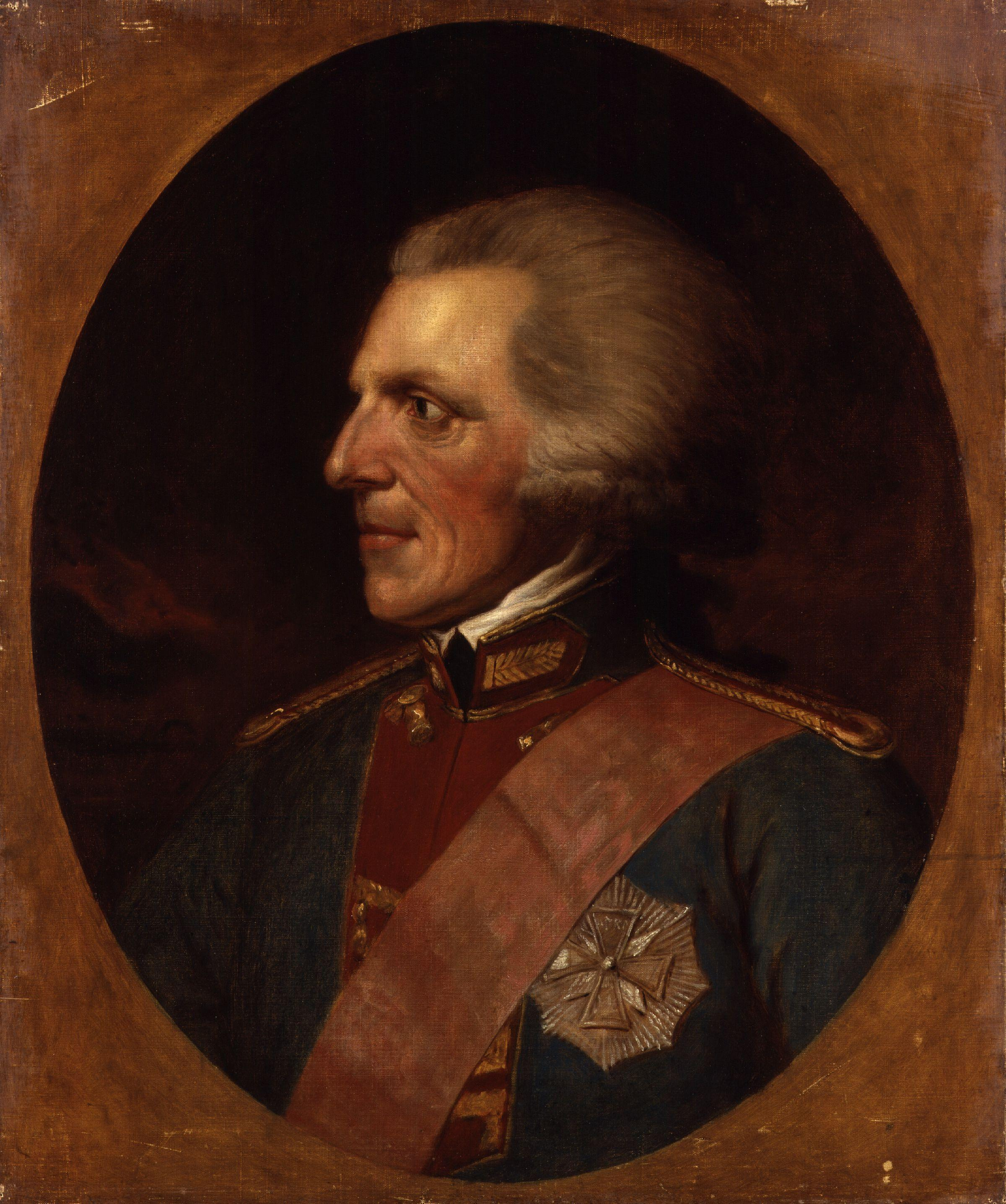
Бенджамин Румфорд
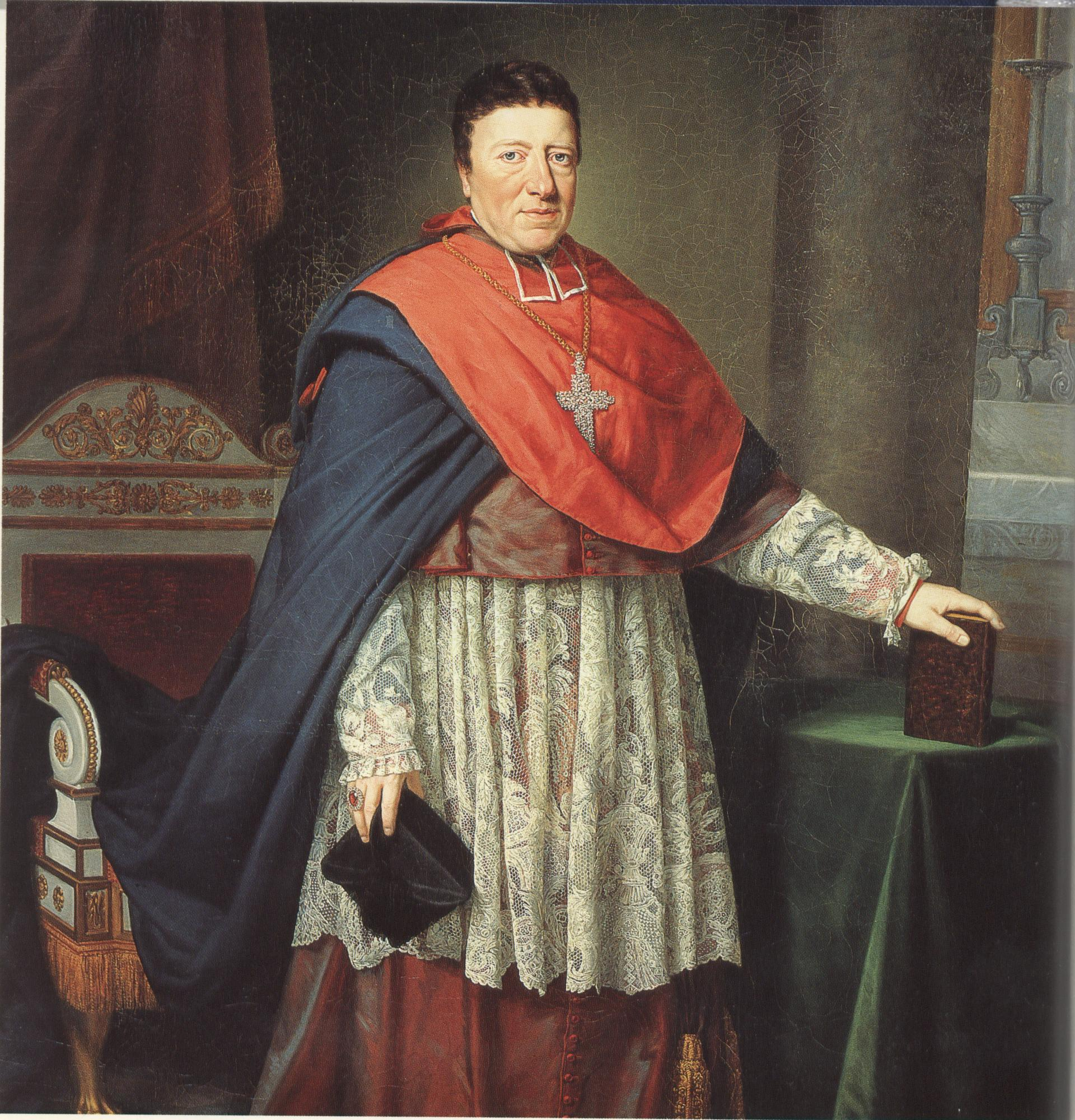
Лотар Ансельм фон Гебсаттель